# Staatsrechtlicher Bestimmtheitsgrundsatz (Liechtenstein)
Der Bestimmtheitsgrundsatz normiert im liechtensteinischen Staatsrecht, dass Gesetze und Verordnungen im Sinne des Rechtsstaatsprinzips eine gewisse Bestimmtheit haben müssen, damit diese den Anforderungen eines Rechtsstaates genügen. Zu unbestimmte Gesetze eröffnen der Verwaltung zu große Handlungsspielräume, so dass diese gegen die Verfassung verstoßen. Dabei sind die „Anforderungen an die Bestimmtheit im formellen Gesetz sind umso höher, je schwerwiegender die Eingriffe sind. Für schwerwiegende Belastungen muss der Gesetzgeber die Bemessungsgrundlage und die Höhe der (Abgabe-)Last hinreichend klar regeln. Er kann z. B. Obergrenzen im Gesetz festlegen“.
Die Liechtensteinische Landesverfassung (LV) bestimmt in Artikel 33 Abs. 2: „Strafen dürfen nur in Gemässheit der Gesetze angedroht oder verhängt werden.“ Art 78 Abs. 1 Landesverfassung bestimmt: „Die gesamte Landesverwaltung wird unter Vorbehalt der nachfolgenden Bestimmungen dieses Artikels durch die dem Landesfürsten und dem Landtag verantwortliche Kollegialregierung in Gemässheit der Bestimmungen dieser Verfassung und der übrigen Gesetze besorgt.“
Aus beiden Bestimmungen ergibt sich das Gebot der Rechtsstaatlichkeit im Verwaltungshandeln und auch der Bestimmtheitsgrundsatz. Art 33 Abs. 2 LV nimmt dabei speziell auf das Strafrecht Bezug, während Art 78 Abs. 1 LV die Verwaltung bindet. Beide Bestimmungen werden durch Art 7 EMRK ergänzt und verstärkt, welche in Liechtenstein faktisch Verfassungsrang hat.

## Staatsgerichtshofgesetz
Der liechtensteinische Staatsgerichtshof sieht auch in seiner gesetzlichen Grundlage, dem Staatsgerichtshofgesetz, den Bestimmtheitsgrundsatz normiert: „Der Beschwerdeführer hat in seiner Beschwerde den Sachverhalt darzulegen und die behauptete Verletzung zu begründen. In der Begründung sind das Recht, das verletzt sein soll, die Entscheidung oder Verfügung oder die Rechtsvorschrift, durch die sich der Beschwerdeführer verletzt fühlt, zu bezeichnen sowie die Rechtzeitigkeit der Beschwerde und die Parteistellung im vorangegangenen Verfahren nachzuweisen“.